# كيم تشاي يون
كيم تشاي يون (بالكورية: 김채연)‏ هي مغنية وممثلة كورية جنوبية. ولدت يوم 4 ديسمبر 2004 في سول في كوريا الجنوبية.

## روابط خارجية
- كيم تشاي يون على موقع IMDb (الإنجليزية)
- كيم تشاي يون على موقع ميوزك برينز (الإنجليزية)
- كيم تشاي يون على موقع قاعدة بيانات الفيلم (الإنجليزية)